# Rolf Dietz (Fußballspieler)
Rolf Dietz (* 24. Dezember 1933) ist ein ehemaliger Dresdner Fußballspieler, der in den 1950er-Jahren für die Betriebssportgemeinschaft (BSG) Rotation Dresden in der DDR-Oberliga, der höchsten Liga im DDR-Fußball, spielte.

## Sportliche Laufbahn
Als die BSG Rotation Dresden 1951/52 in ihre zweite DDR-Oberliga-Saison ging, gehörte zu den Neulingen in Spielerkader der 17-jährige Rolf Dietz. Am 5. Spieltag kam er zum ersten Mal in einem Oberligaspiel als Ersatz für den nicht einsatzbereiten rechten Verteidiger Kurt Hoegg zum Einsatz. Auch in den beiden folgenden Punktspielen spielte Dietz auf dieser Position, pausierte danach aber für drei Spieltage. Als am 11. Spieltag der Mittelfeldspieler Werner Clemens ausfiel, übernahm Dietz dessen Platz als rechter Läufer für weitere acht Oberligaspiele. In der Rückrunde der Saison kam Dietz nur noch sporadisch in acht Begegnungen zum Einsatz, meist nur als Einwechselspieler. In der über 36 Runden laufenden Spielzeit kam er somit nur auf 19 Punktspieleinsätze.
Als in der Saison 1952/53 Dietmar Berthold den bisherigen Trainer Kurt Hallmann ablöste, vertraute dieser Dietz vom 4. Spieltag an die Position des linken Läufers an, auf der sich Dietz sofort als Stammspieler etablierte. Bis zum Saisonende bekleidete er diesen Posten bis auf wenige Ausnahmen regelmäßig für insgesamt 27 Oberligaspiele. Am 13. Spieltag erzielte Dietz in der Begegnung BSG Rotation–Vorwärts Leipzig bei der 2:3-Niederlage der Dresdner sein erstes Oberligator.
In der Spielzeit 1953/54 bekam Dietz mit Paul Döring wiederum einen neuen Trainer. Dieser hatte ihn als halblinken Stürmer vorgesehen und so setzte er Dietz auch am 1. Oberligaspieltag ein. Dietz wurde jedoch in der 70. Minute vorzeitig ausgewechselt und kam auch in den folgenden fünf Oberligaspielen nicht zum Einsatz. Danach probierte es Döring in der Hinrunde noch dreimal mit Dietz als Stürmer, ließ ihn aber jedes Mal erneut nicht voll durchspielen. Erst als er ihn in zwei Spielen auf seiner gewohnten Position im Mittelfeld einsetzte, bestritt Dietz beide Begegnungen bis zur 90. Minute. Erst in der Rückrunde stach Dörings Plan. Er konnte Dietz nun konstant als Stürmer einsetzen, und dieser pausierte nur bei einem Oberligaspiel. In diesen 13 Spielen wurde er hauptsächlich auf halblinken Seite eingesetzt, nur zweimal spielte er halbrechts. Am 23. Spieltag erzielte er sein zweites Oberligator beim 4:0-Auswärtssieg gegen Aktivist Brieske-Ost das 1:0.
Nach dem Ende der Saison 1953/54 beendete Rolf Dietz seine Laufbahn als Fußballspieler, um sich ganz auf seine Tätigkeit als Sportjournalist u. a. bei der Sächsischen Zeitung und der fuwo betätigen zu können.